# كارولين ووكر باينوم
كارولين ووكر باينوم (بالإنجليزية: Caroline Bynum)‏ هي مؤرخة وأستاذة جامعية أمريكية، ولدت في 10 مايو 1941 في أتلانتا في الولايات المتحدة.

## وصلات خارجية
- كارولين ووكر باينوم على موقع إن إن دي بي (الإنجليزية)